# Hermannia foliata
Hermannia foliata är en kvalsterart som först beskrevs av Hammer 1966.  Hermannia foliata ingår i släktet Hermannia och familjen Hermanniidae. Inga underarter finns listade i Catalogue of Life.